# Cuartel General de las Fuerzas de Defensa de Israel
El Cuartel General de las Fuerzas de Defensa de Israel (en hebreo: המטה הכללי של צה"ל ), Matkal ( מטכ"ל ), es el mando supremo de las Fuerzas de Defensa de Israel. Está situado en el complejo de HaKirya, en el Campamento Rabin, en Tel Aviv. Su comandante en jefe es el Ramatcal Herzi Halevi.

## Miembros

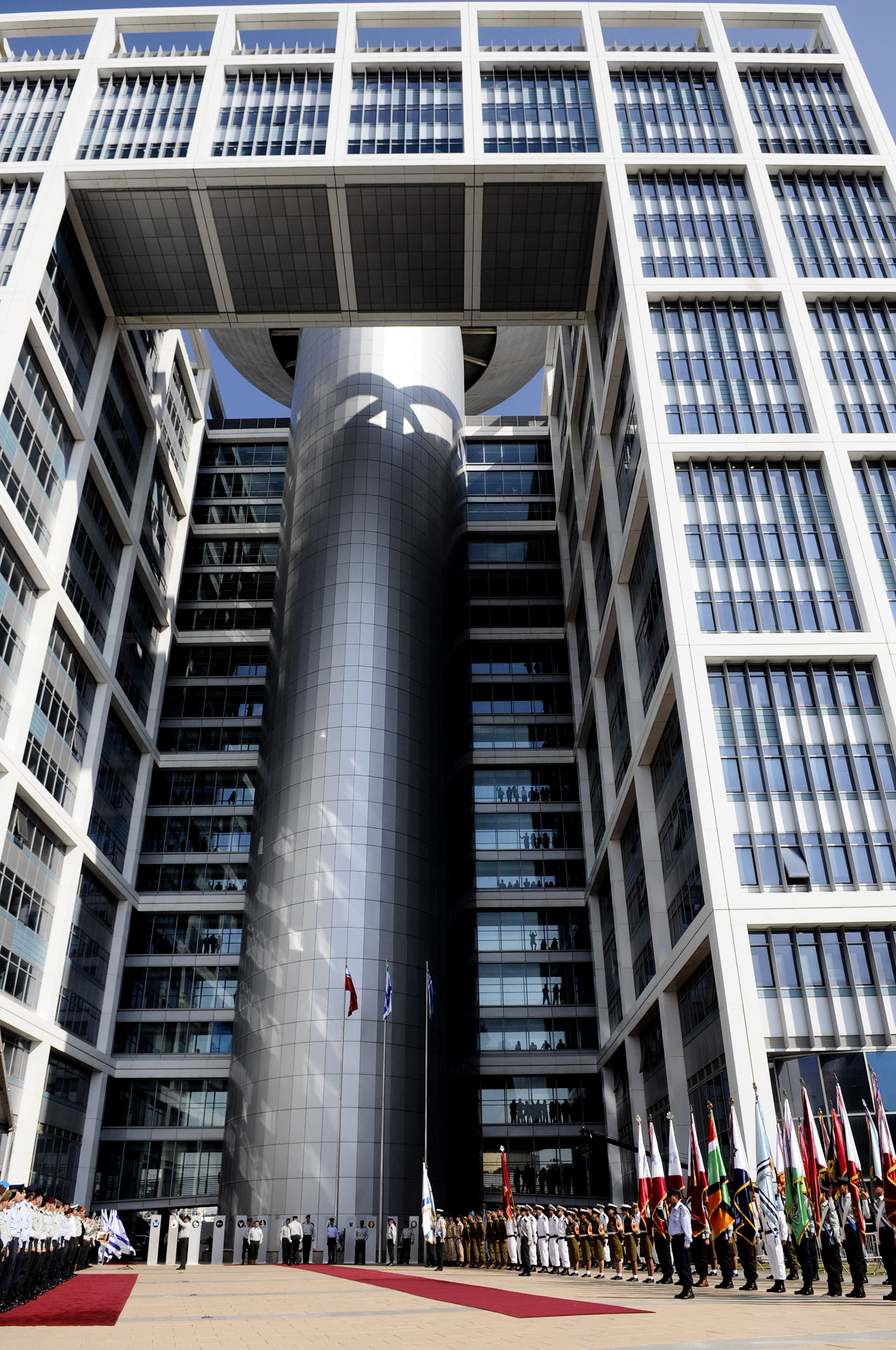
Guardia de honor ante el cuartel general de las FDI, ubicado en HaKirya.

La mayoría de miembros del Cuartel General son oficiales con el rango de General y los jefes de los siguientes cuerpos civiles y militares.

### Comandante en jefe
- Jefe del Estado Mayor: Ramatcal Herzi Halevi.
- Jefe Adjunto del Estado Mayor: General Amir Baram.

### Armas
- Comandante del Ejército de Tierra Israelí: General Tamir Yadai.
- Comandante de la Fuerza Aérea Israelí: General Tomer Bar.
- Comandante de la Armada Israelí: Almirante David Saar Salama.

### Directorios
- Jefe del Directorio de Operaciones: General Oded Basyuk.
- Jefe del Directorio de Inteligencia Militar: General Shlomi Binder.
- Jefe del Directorio de Tecnología y Logística: General Mishel Yanko.
- Jefe del Directorio de Personal: General Yaniv Asor.
- Jefe del Directorio de Planificación: General Eyal Harel.
- Jefe del Directorio del Servicio de Computadoras: General Aviad Dagan.
- Jefe del Directorio de Estrategia: General Eliezer Toledano.

### Mandos regionales
- Mando del Norte: General Ori Gordin.
- Mando Central: General Avi Bluth.
- Mando del Sur: General Yaron Finkelman.
- Mando del Frente Doméstico: General Rafi Milo.

### Otros
- Comandante de las Academias Militares y del Cuerpo de Profundidad: General Nimrod Aloni.
- Abogado Militar General: General Yifat Tomer-Yerushalmi.
- Presidente del Tribunal Militar de Apelaciones: General Orly Markman.
- Coordinador de las Actividades del Gobierno en los Territorios (COGAT): General Ghassan Alian.
- Secretario militar con el primer ministro: General Roman Gofman.
- Comandante del Cuerpo del Norte y del Comando de Educación y Entrenamiento: General Dan Goldfuss.
- Comandante del Cuerpo del Estado Mayor y del Comando del Maniobras: General David Zini.
- Secretario Militar con el ministro de Defensa: Brigadier Guy Markizano.
- Portavoz de las FDI: Contraalmirante Daniel Hagari.
- Consejero de Finanzas del Jefe del Estado Mayor: Brigadier Gil Pinchas.

### Civiles
- Director general del Ministerio de Defensa: General (en la reserva) Eyal Zamir.
- Controlador del Ejército: Brigadier (en la reserva) Yair Volanski.
- Controlador las FDI: Brigadier (en la reserva) Brigadier Ofer Sarig.
- Jefe de la Administración para el Desarrollo del Armamento, la Industria y la Tecnología: Brigadier (en la reserva) Danny Gold.

- Datos: Q2920281
- Multimedia: General Staff of the Israel Defence Forces / Q2920281